# Atheta strigosula
Atheta strigosula är en skalbaggsart som beskrevs av Thomas Casey 1910. Atheta strigosula ingår i släktet Atheta och familjen kortvingar. Inga underarter finns listade i Catalogue of Life.